# ヴァスコ・バルボザ
ルイス・コインブラ・ヴァスコ・バルボザ（Luís Coimbra Vasco Barbosa, 1930年7月24日 - 2016年2月20日）は、ポルトガル出身のヴァイオリン奏者。
リスボンの生まれ。ヴァイオリニストだった父ルイスの手ほどきで6歳のころからヴァイオリンを始める。リスボン国立音楽院ではパヴィア・デ・マガリャンイスのクラスで学んだ。その後、ポルトガル国民教育省の高次文化研究所の奨学金を得て1947年にスイスに留学してゲオルク・クーレンカンプに弟子入りするが、翌年にクーレンカンプが没したため、グルベンキアン財団の奨学金を取り直してパリに行き、イヴォンヌ・アストリュクとジョルジェ・エネスクの下で研鑽を積んだ。またグルベンキアン財団の助成によりニューヨークでイヴァン・ガラミアンやジョーゼフ・ギンゴールドの指導も受け、キジアーナ音楽院の夏期講習にも参加した。1951年からピアニストである妹のグラーツィとデュオを組むようになり、1959年からポルトガル国立放送交響楽団のコンサートマスターとなり、サン・カルルシュ国立劇場のコンサートマスターも兼務した。
リスボンにて没。

## 註
1. ↑  “In Memoriam Vasco Barbosa [1931—2016]”. 2017年11月10日時点のオリジナルよりアーカイブ。2017年11月11日閲覧。
2. ↑  Anabela Luís (2016年2月22日). “Vasco Barbosa (1930-2016)A morte do mais experiente violinista português”. Rádio e Televisão de Portugal antena2.  オリジナルの2017年9月23日時点におけるアーカイブ。 2017年9月23日閲覧。
3. ↑  ヴァスコ・バルボザ - Discogs（英語）